# Václav Titl
Václav Titl (11. května 1889, Praha – 21. prosince 1923) byl český fotbalový brankář.

## Fotbalová kariéra
Hrál za AC Sparta Praha v předligové éře. Za českou reprezentaci chytal 5. 4. 1908 při prohře 2:5 s Uherskem.